# Cmentarz żydowski w Polichnowie
Cmentarz żydowski w Polichnowie – kirkut służący społeczności żydowskiej niegdyś zamieszkującej pobliskie miasteczko Bobrowniki. Data jego powstania nie jest znana lecz już w latach 20 XIX w. gmina żydowska płaciła do kasy miejskiej roczną opłatę za dzierżawienie pola cmentarnego. Opuszczony i zniszczony zapewne jeszcze przed II wojną światową. Zajmuje powierzchnię 0,4 ha, na której zachowały się nieznaczne pozostałości kilku nagrobków.